# Pandanus paracalensis
Pandanus paracalensis là một loài thực vật có hoa trong họ Dứa dại. Loài này được Merr. miêu tả khoa học đầu tiên năm 1925.